# Lachesana rufiventris
Lachesana rufiventris är en spindelart som först beskrevs av Simon 1873.  Lachesana rufiventris ingår i släktet Lachesana och familjen Zodariidae. Inga underarter finns listade i Catalogue of Life.